# Micro Machines
Micro Machines (Chinees: 微型机器) is een computerspel dat werd uitgegeven door Camerica Limited. Het spel kwam in 1991 voor het platform Nintendo Entertainment System. Later volgde ook een versie voor andere populaire platforms. Het spel is een racespel waarbij de track van bovenaf wordt weergegeven. De speler kan met miniatuur auto's rijden. Het spel bevat 21 tracks. De tracks hebben een onconventioneel thema, zo is er een op een biljarttafel en eentje in de tuin. Het spel bevat een multiplayer modus.

## Ontvangst
Het spel stond op de veertiende plaats in de Amiga Power en het tijdschrift Mega plaatste het spel op een tiende plaats van beste computerspellen aller tijden. Mega tech gaf het spel een score van 92% en een Hyper Game award.

## Platform
| jaar | platform                                              |
| ---- | ----------------------------------------------------- |
| 1991 | NES                                                   |
| 1993 | Amiga, Game Gear, Sega Mega Drive, Sega Master System |
| 1994 | DOS, SNES                                             |
| 1995 | CD-i, Game Boy                                        |

## Ontvangst
| Beoordeeld door                 | Jaar | Platform           | Score |
| ------------------------------- | ---- | ------------------ | ----- |
| Gamers (Duitsland)              | 1994 | SEGA Master System | 91%   |
| Sega Force                      | 1993 | Sega Mega Drive    | 86%   |
| Total! (Duitsland)              | 1993 | NES                | 85%   |
| Mega Fun                        | 1993 | Sega Mega Drive    | 76%   |
| Electronic Gaming Monthly (EGM) | 1991 | NES                | 75%   |
| Amiga Dream                     | 1994 | Amiga              | 75%   |
| PC Player (Duitsland)           | 1994 | DOS                | 71%   |
| Svenska Hemdatornytt            | 1994 | SNES               | 70%   |
| Power Play                      | 1993 | Sega Mega Drive    | 69%   |
| Joystick (French)               | 1995 | CD-i               | 40%   |

## Remake
In 2002 werd een remake uitgebracht met geavanceerdere graphics en unieke voertuigen. Alhoewel men zei dicht bij het origineel gebleven te zijn werd toch gezegd dat bij de conversie iets verloren was gegaan. In 2006 (MicroMachines V4) en in 2017 (MicroMachines All over the World) werden nog twee remakes gemaakt.

## Trivia
- Het spel is opgenomen in het boek 1001 Video Games You Must Play Before You Die van Tony Mott.